# رکن‌الدین حائری‌زاده
رکن الدین حائری زاده  (زادهٔ ۱۱ دی ۱۳۵۷ در تهران) معروف به رکنی حائری Rokni_Haerizadeh نقاشی ایرانی است. نقاشی را نزد احمد امین نظر فرا می‌گیرد .نخستین نمایشگاه او در گالری الهه با استقبال فضای نوجوی دهه هفتاد قرار گرفت. او برگزیدهٔ دوم در ششمین بی ینال تهران در سال ۱۳۸۲ بود. شکل بیان صریح موضوعات سیاسی ، اجتماعی و البته اشارات بی پرده پوشی او موجبات مهاجرت زود هنگام او به خارج از کشور را فراهم آورد.از معدود هنرمندان ایرانی ست که آثارش در مجموعه‌های معتبری همچون بریتیش میوزیم،موزه تیت ،بنیاد دووی و ساعتچی در لندن نگهداری می‌شود. نقاشی‌ها و چیدمان‌ها و ویدیوهای حائری زاده تا کنون در نمایش‌های فرهنگی همچون، آرت بازل و آرت کلن چهل و یکم (۱۳۸۵) و در رخدادهای اقتصادی هنر همچون حراج کریستی سال (۱۳۸۷)

## نمایشگاه
نمایش "من گذاشته ام تو نامش را برگزین" ، گالری ایزابل وان اید ، دبی ۱۳۹۱
نمایش "اوه پیروزی" ، گالری ایزابل ، دبی ۱۳۸۸
نمایش "خر ، کافر ، عروس " ، گالری بی ۲۱ ، دبی ۱۳۸۷
نمایش دلمه ، گالری گلستان ، تهران ۱۳۸۵
او هم‌اکنون با گالری ایزابل ون دن اند در دبی همکاری دارد و آثارش از سال ۱۳۸۷ تا کنون در این گالری اماراتی هلندی به نمایش در آمده‌اند.

## زندگی
او و برادرش رامین حائری زاده  فتو آرتیست ایرانی سال هاست در تبعیدی خودخواسته در دبی زندگی می‌کنند.